# Пуголовка Световидова
Пуголовка Световидова (Benthophilus svetovidovi) — вид риб з родини бичкових (Gobiidae). Зустрічається вздовж східних берегів Каспійського моря: біля мисів Сагандик, Меловий, Піщаний, Карасингир, біля Туркменбаші, можливо біля острова Огурчинського.